# Ангроња
Ангроња (итал. Angrogna, оксит. Angruenha) је насеље у Италији у округу Торино, региону Пијемонт.
Према процени из 2011. у насељу је живело 882 становника. Насеље се налази на надморској висини од 758 м.

## Становништво
Према резултатима пописа становништва 2011. у општини је живело 882 становника.
| 1931. | 1936. | 1951. | 1961. | 1971. | 1981. | 1991. | 2001. | 2011. | 2020. |
| ----- | ----- | ----- | ----- | ----- | ----- | ----- | ----- | ----- | ----- |
| 1.911 | 1.871 | 1.703 | 1.245 | 886   | 801   | 724   | 777   | 882   | 845   |